# 계단
계단(階段)은 높이의 차이가 있는 두 곳을 오르내리는 데 쓰이는 여러 단으로 구성된 통로이다. 화재, 테러 등 재난 시 대피 통로를 위주로 이용되고 있으며, 실내에도 계단이 아예 설계되는 경우가 있다. 그 외에도 출입구를 계단으로 꾸미는 경우도 대부분이다.
계단은 낮은 층과 높은 층 사이의 큰 수직 거리를 더 작은 수직 거리로 나누어 연결하도록 설계된 구조이다. 계단은 일반적으로 직사각형이다. 계단은 직선형이거나 원형이거나 각도로 연결된 두 개 이상의 직선 부분으로 구성될 수 있다.
계단의 종류에는 사다리, 에스컬레이터가 포함된다. 계단에 대한 대안으로는 엘리베이터, 계단 리프트, 경사로 등이 있다.

## 같이 보기
- 에스컬레이터
- 엘리베이터
- 골목
- 어도
- 빗면
- 펜로즈의 계단
- 록키 계단
- 곱자